# Marianne Feldhammer
Marianne Feldhammer (* 14. März 1909 als Maria Anna Kalß in Altaussee; † 15. Juni 1996 in Bad Aussee, im Dialekt auch Mariandl genannt) war eine österreichische Widerstandskämpferin gegen den Nationalsozialismus und eines der wichtigsten weiblichen Mitglieder der Gruppe Willy-Fred um Sepp Plieseis. Sie war die einzige Frau, die damals den Weg zum „Igel“ kannte, dem Gebirgsunterschlupf der Partisanen und regelmäßig Lebensmittel dorthin brachte.

## Jugend
Marianne wuchs in Altaussee auf und besuchte dort die Volksschule. Ihre Eltern starben beide, als sie noch ein Kind war. 1931 heiratete sie Karl Feldhammer und kurze Zeit später wurde ihre Tochter Anna geboren. Ihr Mann Karl, ein gelernter Tischler und Holzknecht aus Aussee, war zu dieser Zeit wie viele andere Arbeiter auch lange arbeitslos (insgesamt sieben Jahre) und brachte sich und die Familie mit dem Schnitzen von Holzschuhen über die Runden, die er an die Salinen verkaufen konnte. Durch ihren Gatten, der zuvor Sozialdemokrat war, begann sie sich auch für Politik zu interessieren und kam nach dem Februar 1934 mit den lokalen Kommunistengruppen im Salzkammergut in Kontakt.

## Organisation des Widerstands
Kurz nach dem Anschluss Österreichs an das Deutsche Reich im März 1938 wurde ihr Mann Karl verhaftet und ins Bezirksgericht Bad Ischl gebracht. Er wurde jedoch 14 Tage später wieder freigelassen und begann daraufhin, Kontakt mit anderen gegen den Nationalsozialismus eingestellten Österreichern zu suchen, um eine Widerstandsgruppe aufzubauen. Über den Ischler Schuster Hans Rettenbacher lernte sie daraufhin Resi Pesendorfer kennen, mit der sie später gemeinsam zu einer der wichtigsten Frauen in der Widerstandsbewegung werden sollte.
In dieser Zeit galt es vor allem, untergetauchten und vom Regime gesuchten Personen immer wieder unterschiedliche sichere Quartiere zu beschaffen und diese trotz Lebensmittelrationierung ausreichend zu versorgen. Die Frauen kümmerten sich auch um den Nachrichtenaustausch zwischen den einzelnen vertrauten Personen im oberen Salzkammergut und übernahmen den Botendienst zwischen Aussee, Goisern, Ischl und Ebensee. Marianne war offiziell Wäscherin, die im Fluder von Altaussee, einem Schwemmkanal, die Wäsche schwemmte. Da es in Aussee keine Putzerei für eine chemische Reinigung gab, hatte sie eine Begründung, um einmal in der Woche nach Ischl zu fahren, und konnte so unverdächtig den Kontakt zu Resi Pesendorfer und den dortigen Unterstützern aufrechterhalten.

## Nachschub für den Igel
Ab dem Jahr 1943 kamen zu diesen verstreuten Gruppen immer mehr desertierte Soldaten dazu, die nach einem Fronturlaub daheim im Salzkammergut nicht mehr zurück in den Krieg wollten und in den Untergrund gingen. Die wachsende Zahl dieser Deserteure stellte die Gruppe vor immer größere logistische Probleme, da nicht für alle ein vertrauenswürdiges Quartier gefunden werden konnte. So verbrachten viele dieser Männer die warmen Monate im Wald und übernachteten in aufgelassenen Almhütten, bis Sepp Plieseis im Gebirge einen eigenen Partisanenunterschlupf organisieren konnte, den „Igel“. Dort konnte der verurteilte Wilderer seine Vorkriegskenntnisse zur Versorgung der Kameraden einsetzen.
Die Frauen im Tal organisierten über heimliche Unterstützer Nachschub für die Partisanen, vor allem Lebensmittel, aber auch Waffen und Munition. Marianne Feldhammer hinterlegte diese Vorräte dann an zuvor ausgemachten Punkten, etwa auf der Blaa-Alm. Sie war aber auch die einzige Frau, die den Weg zum „Igel“ kannte und drei Mal selber mit schwerem Gepäck Nachschub zum Partisanenunterschlupf im Toten Gebirge brachte. Teilweise kamen die Männer in der Nacht oder bei schlechtem Wetter auch ins Tal, um Brot oder Fleisch zu holen oder um den Frauen Nachrichten für andere Widerstandsgruppen zu übergeben.

## Tod ihres Mannes
Auch Mariannes Ehemann wurde mittlerweile von der Gestapo gesucht und war untergetaucht. In unregelmäßigen Abständen kam er jedoch ins Tal, um Vorräte zu holen und seine Frau und seine Tochter zu besuchen. Am 26. Jänner 1945 stand bei einem dieser Besuche plötzlich die Gestapo um 5 Uhr morgens vor der Tür. Karl Feldhammer sprang an der Rückseite des Hauses aus dem Fenster und versuchte über den Garten zu flüchten, dabei schoss ihm einer der Gestapo-Männer mit der Maschinenpistole nach und traf ihn tödlich. Während der zweite Polizist Marianne mit der Pistole bedrohte, beseitigte ihre erst zwölfjährige Tochter Annerl geistesgegenwärtig die für die Partisanen eingelagerten illegalen Fleischvorräte und warf diese in den hoch liegenden Schnee, so dass nichts entdeckt wurde.
Die Gestapo hatte deshalb auch keine unmittelbaren Beweise gegen Marianne Feldhammer. Auch weil man einer Frau gar nicht zutraute, eine aktive Widerstandskämpferin zu sein, blieb sie unbehelligt und konnte sich so darum kümmern, dass ihr Mann zumindest ein würdiges Begräbnis bekam.

## Zeitzeugin
Nach Ende des Krieges lebte Feldhammer als Witwe mit ihrer Tochter in Aussee. In der folgenden politischen Diskussion um die Rolle des Widerstands und welche Personen aktiv für die Befreiung Österreichs gekämpft hatten, blieb sie lange Zeit unerwähnt. Dies hängt zum einen damit zusammen, dass die Bedeutung der Frauen im Widerstand lange Zeit unterschätzt wurde, zum anderen führte auch die beginnende Konfrontation der West-Alliierten mit der Sowjetunion dazu, dass die Verdienste der im Salzkammergut meist kommunistischen Widerstandskämpfer wenig gewürdigt wurden. Durch die Sammelarbeit von Peter Kammerstätter wurden Dokumente und Zeugenaussagen einer breiteren Öffentlichkeit und damit auch der Geschichtswissenschaft zugänglich, die sich ab den 1980er Jahren dafür zu interessieren begann.
Im Jahr 1985 drehte die Filmemacherin Ruth Beckermann einen Dokumentarfilm über den Widerstand im Salzkammergut, bei dem sie auch die noch lebenden am Widerstand gegen den Nationalsozialismus beteiligten Frauen interviewte. Dieser 37-minütige Film trägt den Titel „Der Igel“. Teile ihrer Biographie wurden auch im 1990 von ORF und ARD produzierten Fernsehfilm „Am Ende eines langen Winters“ verfilmt, dessen Drehbuch von Walter Wippersberg stammt und auf den Aufzeichnungen von Albrecht Gaiswinkler beruht. Im Jahr 2006 veröffentlichte weiters der aus Vöcklabruck stammende Schriftsteller Franzobel sein Theaterstück „Hirschen“, das die Geschichte der Widerstandsgruppe Willy-Fred thematisiert und in dem auch Marianne Feldhammer als Figur vorkommt.
Marianne Feldhammer starb im Jahr 1996 und wurde von der Gemeinde Bad Aussee in einem Ehrengrab bestattet, in dem auch ihr 1945 erschossener Mann Karl Feldhammer und dessen Kollege Johann Moser (vulgo Renner Hans) liegen. Dieser war als inhaftierter Widerstandskämpfer am 25. Februar 1945 in Linz durch einen amerikanischen Fliegerangriff getötet worden, als eine Bombe das Polizeigefangenenhaus Mozartstraße traf. Ihre Tochter Anna ist aus Österreich ausgewandert und lebt seit Jahrzehnten in Ghana.